# Piz Blanch
Der Piz Blanch  ⓘ ist ein Berg nordwestlich von Casaccia im Kanton Graubünden in der Schweiz mit einer Höhe von 2392 m ü. M.

## Lage und Umgebung
Der Piz Blanch gehört zur Lagrev-Gruppe, einer Untergruppe der Albula-Alpen. Er befindet sich vollständig auf dem Gemeindegebiet von Bregaglia. Zu den Nachbargipfeln gehören die Motta da Sett, der Piz dal Sasc, der Piz Lizun, der Piz Duan, der Piz Mäder, der Piz Turba sowie der Piz Forcellina.
Der am weitesten entfernte sichtbare Gipfel vom Piz Blanch ist der 20,4 km entfernte Piz Bernina.
Südöstlich des Piz Blanch befindet sich die Alp Alpascela, südlich die Alp Maroz Dora im Tal Val Maroz und westlich das Tal zum Septimerpass. Talort ist Casaccia.

## Routen zum Gipfel

### Von Osten
- Ausgangspunkt: Casaccia (1458 m)
- Via: Maroz Dora, Alpascela
- Schwierigkeit: EB
- Zeitaufwand: 3 Stunden

### Von Westen
- Ausgangspunkt: Bivio (1769 m) oder Casaccia (1458 m)
- Via: P 2189 (südlich vom Septimerpass), dann südwestlich von P 2464
- Schwierigkeit: EB
- Zeitaufwand: 3 Stunden von Casaccia oder 3¼ Stunden von Bivio (¾ Stunden von Septimerpass)

## Galerie

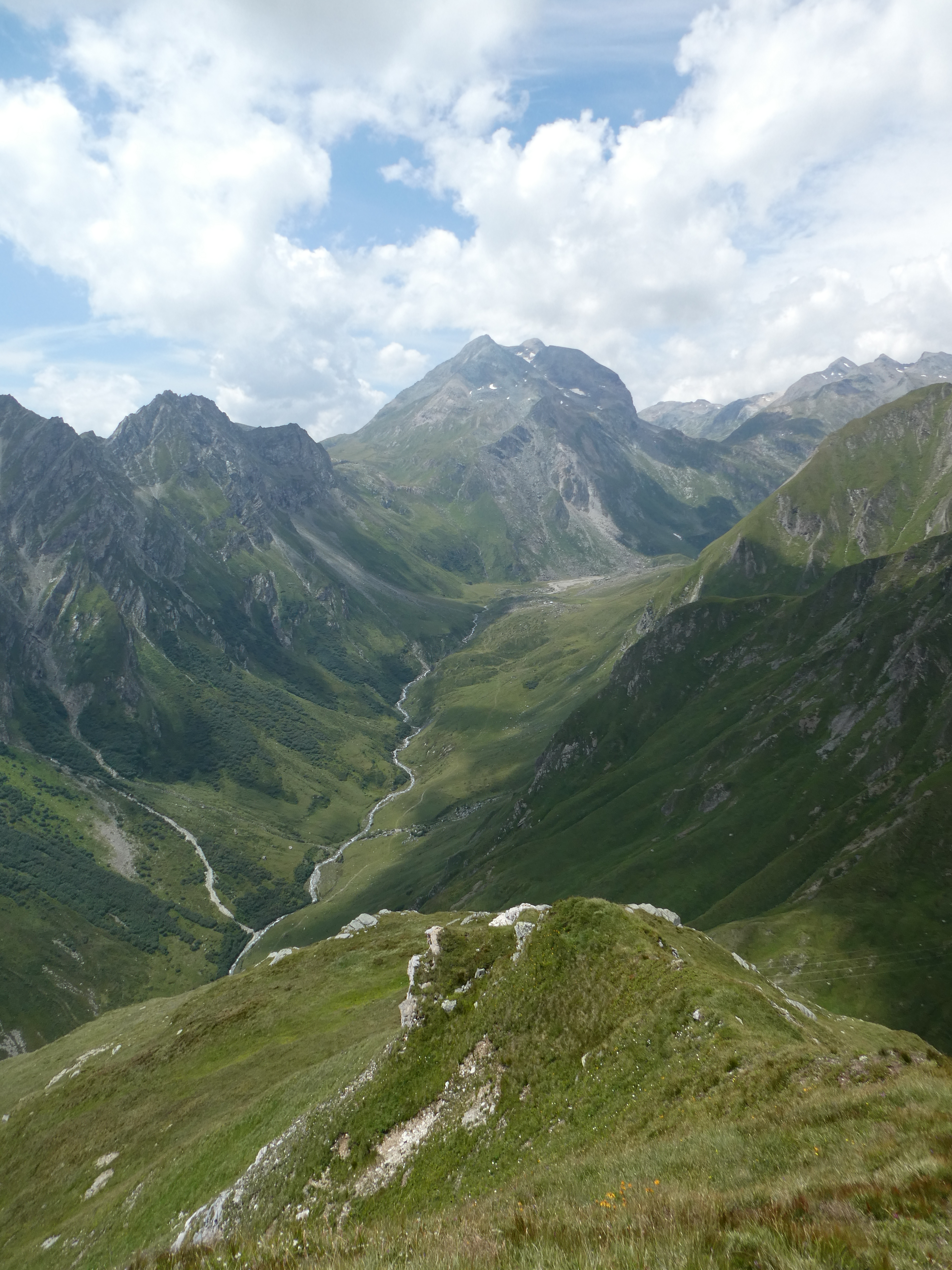
Blick nach Westen ins Val Maroz, zuhinderst der Piz Duan.
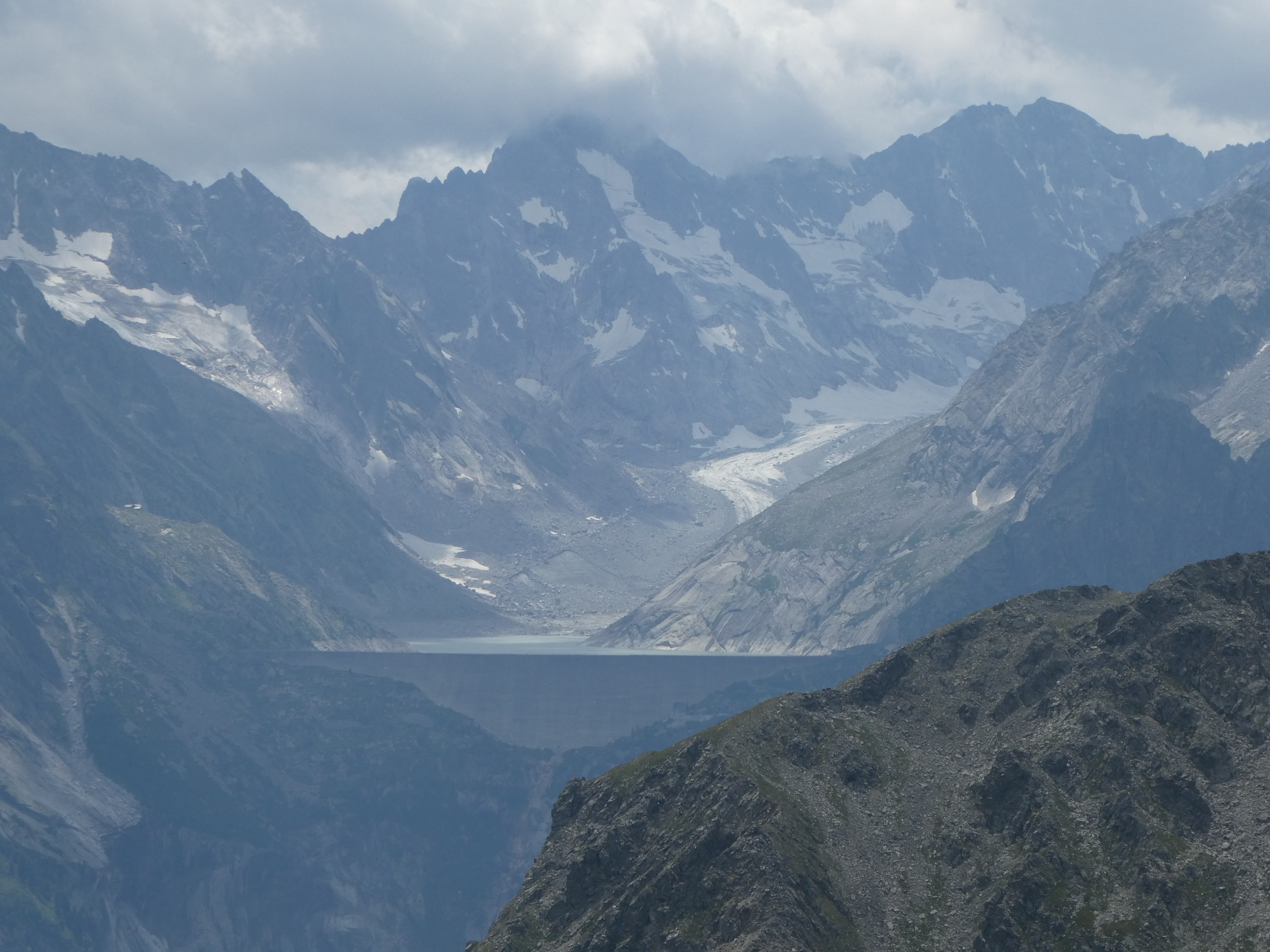
Blick nach Süden zum Albignasee.